# Ligne Uerdingen

Carte de la ligne Uerdingen

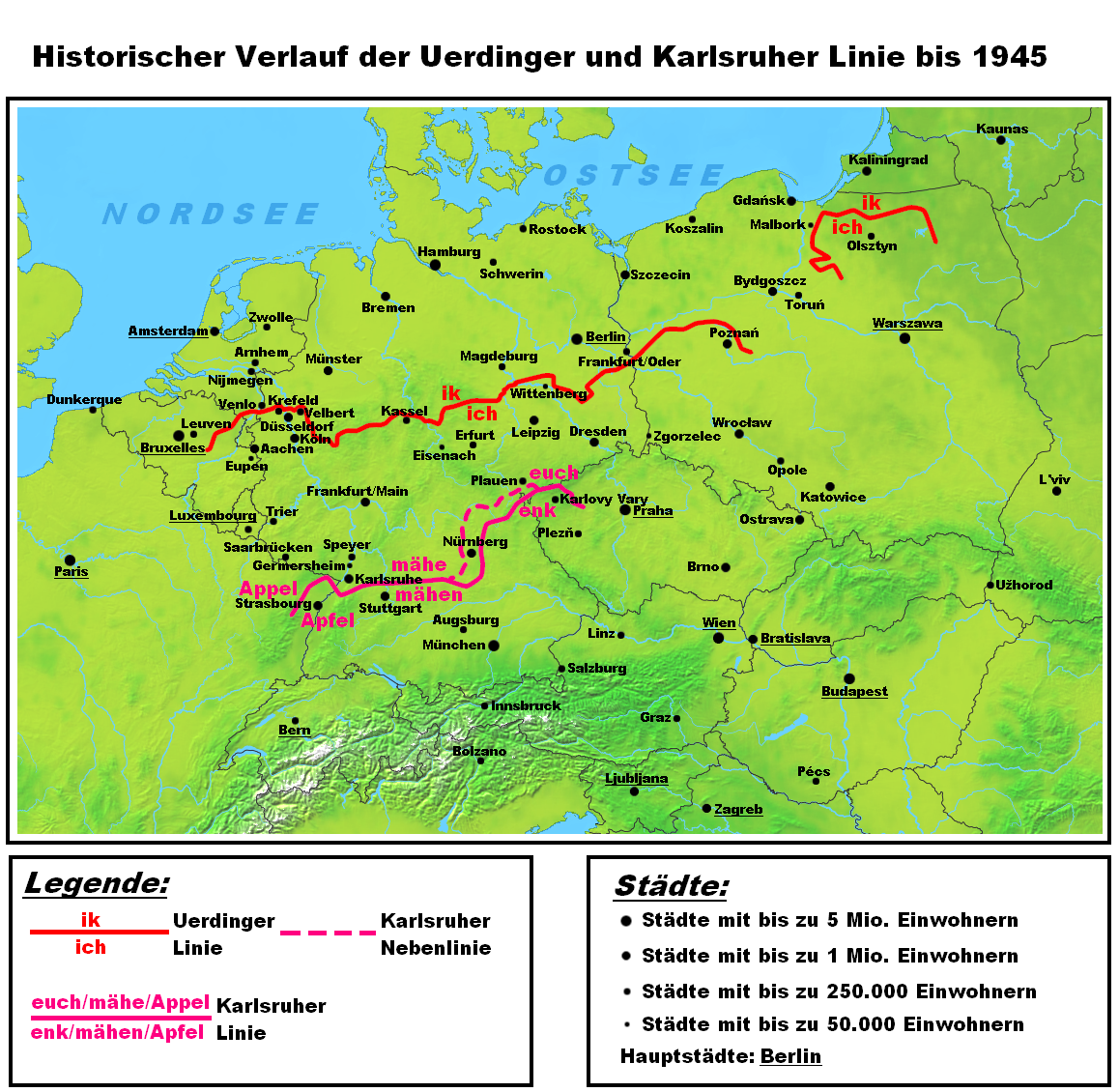
Les lignes Uerdingen et Karlsruhe. La ligne Karlsruhe divise les dialectes moyen allemands des dialectes franciques méridionaux et franciques orientaux.

La ligne Uerdingen (nommée ainsi d'après Georg Wenker) est une isoglosse des langues germaniques occidentales qui sépare les dialectes ayant préservé le son k à la fin d'un mot (au nord de la ligne) des dialectes dans lesquels la consonne finale k des mots a changé en ch (au sud de la ligne). Un exemple est celui du pronom de la première personne du singulier (« je » en français) : au nord de la ligne, ce mot est ik, alors qu'au sud de la ligne le mot est ich. Cette mutation est celle qui a progressé le plus au nord parmi les mutations consonantiques qui caractérisent le haut-allemand et les dialectes du moyen-allemand. La ligne passe par la Belgique, les Pays-Bas et l'Allemagne. 
Au nord de la ligne Uerdingen le bas-allemand et le néerlandais sont parlés. Au sud de la ligne Uerdingen le moyen allemand est parlé. Dans la zone située entre la ligne Uerdingen et la ligne de Benrath vers le sud, qui inclut une partie de la Belgique et des Pays-Bas, le dialecte germanique limbourgeois est parlé. Particulièrement en Allemagne orientale, les langues régionales ont largement été remplacées par l'allemand standard au cours du XXe siècle.
L'extrémité ouest de la ligne Uerdingen est à Bierbeek, au sud de Louvain dans le Brabant flamand en Belgique. À partir de ce point, elle parcourt en direction nord-ouest, au nord d'Hasselt et Weert aux Pays-Bas, où elle se dirige tout droit vers l'est. Elle passe au sud de Venlo pour traverser la Rhénanie en Allemagne. Elle passe par Kempen et Krefeld-Hüls, et traverse le Rhin à Krefeld-Uerdingen. De là, l'isoglosse passe au sud de Mülheim an der Ruhr-Saarn, et Essen-Kettwig, où elle bifurque vers le sud-est. Elle continue au-delà de Wuppertal-Elberfeld, Gummersbach et Bergneustadt. Plus loin à l'est, elle forme la frontière du Sauerland (vers le nord) et le Siegerland (vers le sud). Elle passe au nord de Cassel, au sud de Magdebourg et au nord de Wittenberg. Dans le sud du Brandebourg en Allemagne orientale, l'isoglosse parcours Halbe, Hermsdorf, Freidorf et Staakow.